# Jerome Hill
Jerome Hill est un réalisateur, producteur, scénariste, directeur de la photographie, compositeur, acteur et monteur américain, né le 2 mars 1905 à Saint Paul, Minnesota, mort le 21 novembre 1972 à New York.

## Filmographie partielle

### Comme réalisateur
- 1932 : La Cartomancienne
- 1938 : Ski Flight
- 1950 : Grandma Moses
- 1957 : Albert Schweitzer
- 1961 : The Sand Castle
- 1964 : Open the Door and See All the People
- 1973 : Film Portrait

### Comme scénariste
- 1961 : The Sand Castle
- 1964 : Open the Door and See All the People
- 1973 : Film Portrait

### Comme directeur de la photographie
- 1938 : Ski Flight
- 1973 : Film Portrait

### Comme monteur
- 1938 : Ski Flight

### Comme producteur
- 1950 : Grandma Moses
- 1957 : Albert Schweitzer
- 1961 : The Sand Castle
- 1964 : Open the Door and See All the People

### Comme compositeur
- 1932 : La Cartomancienne
- 1973 : Film Portrait

### Comme acteur
- 1963 : Hallelujah les collines (Hallelujah the Hills) : Convict I